# Kuroda Yoichi
Kuroda Yoichi (黒田 洋一 Ngư Điền Dương Nhất) là nhà bảo vệ môi trường người Nhật.
Ông đã được thưởng Giải Môi trường Goldman năm 1991 cho cuộc vận động chống lại việc Nhật Bản sử dụng gỗ cứng nhiệt đới cách vô trách nhiệm.
Ông đã thiết lập tổ chức các nhà hoạt động Japan Tropical Forest Action Network (JATAN).